# Tecla (esposa de Miquel II)
Tecla, que va morir cap al 823, va ser una emperadriu consort, la primera esposa de l'emperador romà d'Orient Miquel II dit el Tartamut.
Segons Teòfanes el Confessor, Tecla era filla d'un estrateg del tema dels Anatòlics, on Miquel hi va estar destinat. El seu pare era amic i company del general i futur rebel Bardanes el Turc, al que també s'ha identificat com el seu pare. Miquel, igual que Lleó l'Armeni i Tomàs l'Eslau, eren també propers a Bardanes, tot i que, quan aquest es va revoltar l'estiu de l'any 803, Miquel i Lleó el van abandonar.
Tecla i Miquel només van tenir un fill conegut, l'emperador Teòfil, nascut el 813 i mort el 20 de gener del 842. Algunes fonts parlen de l'existència d'una noia anomenada Helena cosa possible, però hi ha contradiccions entre els informadors. Helena és coneguda com l'esposa de Teòfob, un patrici i militar iranià al servei de Teòfil, executat el 842 per haver conspirat per apoderar-se del tron. Jordi el Monjo i Teòfanes el Confessor indiquen que Teòfob es va casar amb la germana de l'emperadriu Teodora. Josep Genesi diu que Teòfob es va casar amb una germana de l'emperador Teòfil. No se sap del cert si Helena era la germana o la cunyada de Teòfil.
L'any 820, l'emperador Lleó va acusar el seu antic company d'armes Miquel, de conspirar contra ell. Miquel va ser empresonat, però els companys de conspiració van organitzar l'assassinat de Lleó a la basílica de Santa Sofia el Nadal del 820. Lleó V va entrar a la basílica desarmat i no es va poder defensar. Miquel el va succeir com a emperador i Tecla va ser la nova emperadriu.
El seu regnat com a Augusta va ser breu, ja que va morir cap al 823. Miquel es va casar llavors amb Eufrosina, filla de Constantí VI.